# Mont Hotaka
Pour l’article homonyme, voir Mont Hotaka (Gunma).
Le mont Hotaka (穂高岳, Hotaka-dake) ou Hotakadake est une montagne des monts Hida, au Japon. Situé à la limite entre Takayama dans la préfecture de Gifu et Matsumoto dans la préfecture de Nagano, ce pic pyramidal fait partie des 100 montagnes célèbres du Japon. Avec 3 190 m d'altitude, il est le plus élevé des monts Hida et le troisième du Japon après le mont Fuji et le mont Kita.
Le mont Hotaka est composé de plusieurs pics : mont Okuhotaka (奥穂高岳, Okuhotaka-dake), mont Karasawa (涸沢岳, Karasawa-dake), mont Kitahotaka (北穂高岳, Kitahotaka-dake) — deuxième pic en termes d'altitude —, mont Maehotaka (前穂高岳, Maehotakadake), mont Myōjin (明神岳, Myōjin-dake), mont Nishihotaka (西穂高岳, Nishihotaka-dake), mont Aino (間ノ岳, Aino-dake) et Gamadafuji (蒲田富士, Gamadafuji).
L'Okuhotaka est le plus haut sommet mais il est en retrait des trois antécimes Kitahotaka, Maehotaka et Nishihotaka, et donc peu visible, ce qui lui son nom : Oku signifie en arrière.
Son sommet arbore un sanctuaire shinto dédié au kami de la montagne, déité du panthéon animiste shinto que l'on retrouve dans la tête et le couloir du Tengu, sur la crête sud.
La petite station de sports d'hiver de Nishihotakaguchi se tient sur son flanc ouest.
La série manga Vertical de Shin'ichi Ishizuka présente l'importante activité de randonnée et les secours qui lui sont liés au départ de la gare routière de Kamikochi.
Un festival se tient tous les ans dans le cirque du Karasawa, au niveau de l'aire de bivouac des chalets « Karasawa-Hütte », organisé par Yama-Kei Publisher et qui donne lieu à une importante concentration de tentes dont les traces en nid d'abeille sont visibles par satellite.

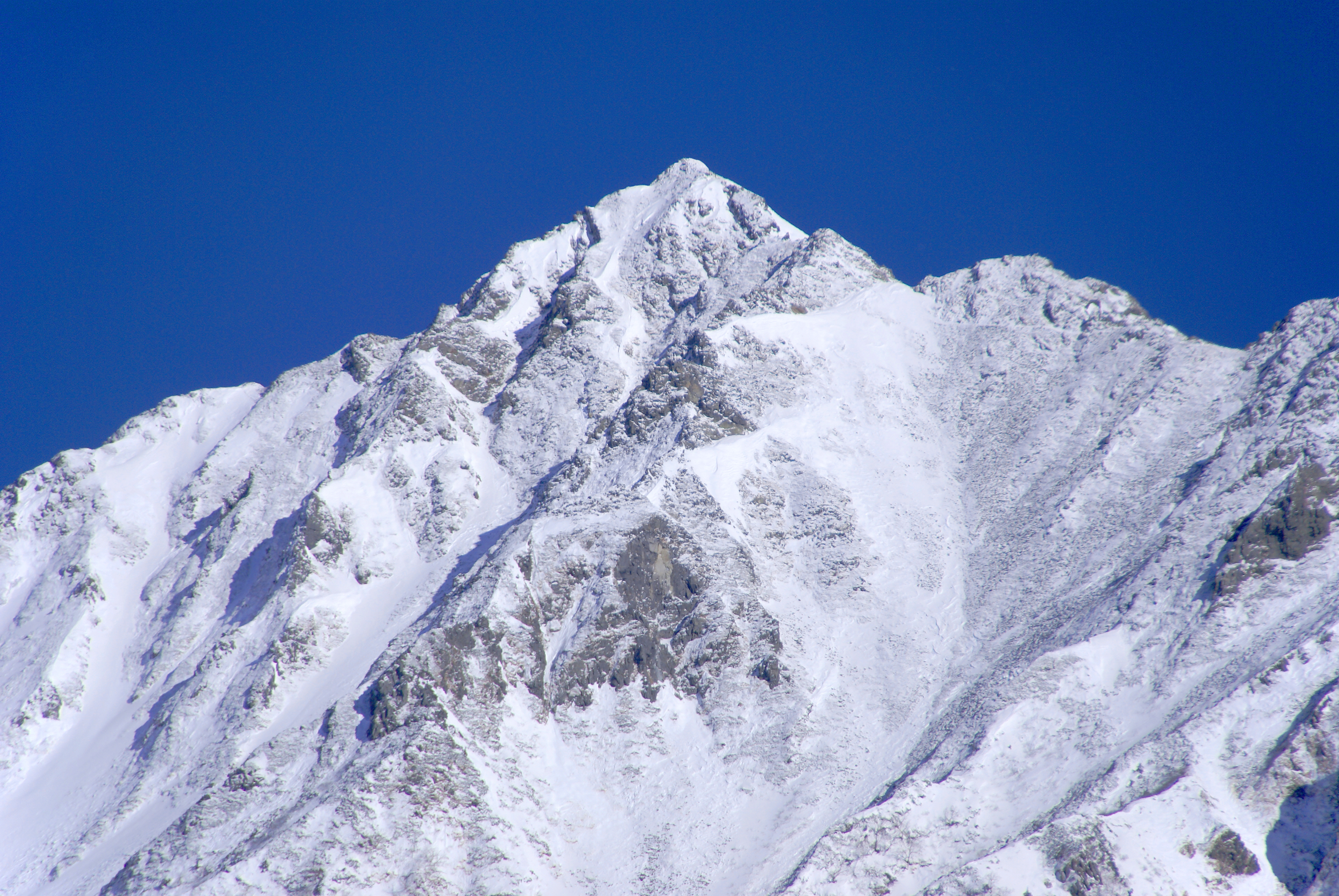
Vue sur le.